# Collegio elettorale di Milano I (Senato della Repubblica)
Il collegio di Milano I fu un collegio elettorale uninominale della Repubblica Italiana appartenente alla Circoscrizione Lombardia; fu utilizzato per eleggere un senatore della Repubblica dalla I alla XI legislatura.

## Storia
Il collegio venne creato nel 1948 secondo la legge n. 29 del 6 febbraio 1948 la quale, pur basandosi sull'impianto proporzionale in vigore per la Camera, rispetto a quest'ultima conteneva alcuni piccoli correttivi in senso maggioritario. Tale legge ebbe il suo definitivo perfezionamento col Testo Unico n. 361 del 1957. Differentemente dalla Camera, la legge elettorale del Senato si articolava su base regionale, seguendo il dettato costituzionale (art.57). Ogni Regione era suddivisa in tanti collegi uninominali quanti erano i seggi ad essa assegnati. All'interno di ciascun collegio, veniva eletto il candidato che avesse raggiunto il quorum del 65% delle preferenze: tale soglia, oggettivamente di difficilissimo conseguimento, tradiva l'impianto proporzionale su cui era concepito anche il sistema elettorale della Camera Alta. Qualora, come normalmente avveniva, nessun candidato avesse conseguito l'elezione, i voti di tutti i candidati venivano raggruppati in liste di partito a livello regionale, dove i seggi venivano allocati utilizzando il metodo D'Hondt delle maggiori medie statistiche e quindi, all'interno di ciascuna lista, venivano dichiarati eletti i candidati con le migliori percentuali di preferenza.
Il collegio di Milano I venne abrogato nel 1993, con la cosiddetta Legge Mattarella (Legge n. 276, Norme per l'elezione del Senato della Repubblica), attuata in seguito al referendum abrogativo del 1993. Con la legge Mattarella venne istituito per la Camera dei deputati e per il Senato della Repubblica un sistema di elezione misto, in parte maggioritario e in parte proporzionale. Il 75% dei parlamentari dell'assemblea veniva eletto in collegi uninominali tramite sistema maggioritario a turno unico; il restante 25% al Senato veniva eletto tramite recupero proporzionale dei più votati non eletti attraverso un meccanismo di calcolo denominato "scorporo", cioè sottraendo dal conteggio dei voti totali di una lista nella parte proporzionale i voti ottenuti dai candidati collegati alla medesima lista che erano eletti nei collegi uninominali con il sistema maggioritario.

### Territorio
Il collegio di Milano I era uno dei 31 collegi uninominali in cui era suddivisa la Lombardia; comprendeva parte del comune di Milano.

## Dati elettorali

### I legislatura
|                                                                                | Cesare Merzagora | Democrazia Cristiana        | 64 994  | 57,91 |  |  |  |  |  |
|                                                                                | Ugo Trevisan     | Fronte Democratico Popolare | 26 758  | 23,84 |  |  |  |  |  |
|                                                                                | Mario Borsa      | Unità Socialista - PRI      | 20 477  | 18,25 |  |  |  |  |  |
| Totale                                                                         | Totale           | Totale                      | 112 229 | 100   |  |  |  |  |  |
|                                                                                |                  |                             |         |       |  |  |  |  |  |
| Voti non validi                                                                | Voti non validi  | Voti non validi             | 3 365   | 2,91  |  |  |  |  |  |
| Votanti                                                                        | Votanti          | Votanti                     | 115 594 | 85,67 |  |  |  |  |  |
| Elettori                                                                       | Elettori         | Elettori                    | 134 933 |       |  |  |  |  |  |
|                                                                                |                  |                             |         |       |  |  |  |  |  |
| Nota: quorum del 65% non raggiunto; ripartizione dei seggi a livello regionale |                  |                             |         |       |  |  |  |  |  |
| Data: 18 aprile 1948                                                           |                  |                             |         |       |  |  |  |  |  |
| Fonte: Ministero dell'interno                                                  |                  |                             |         |       |  |  |  |  |  |

### II legislatura
|                                                                                | Cesare Merzagora       | Democrazia Cristiana                    | 52 789  | 44,33 |  |  |  |  |  |
|                                                                                | Stefano Canzio         | Partito Comunista Italiano              | 16 199  | 13,60 |  |  |  |  |  |
|                                                                                | Cesare Musatti         | Partito Socialista Italiano             | 15 104  | 12,68 |  |  |  |  |  |
|                                                                                | Enrico Gonzales        | Partito Socialista Democratico Italiano | 11 578  | 9,72  |  |  |  |  |  |
|                                                                                | Mario Marina ✔️ Eletto | Movimento Sociale Italiano              | 10 265  | 8,62  |  |  |  |  |  |
|                                                                                | Luigi Grassi           | Partito Liberale Italiano               | 7 548   | 6,34  |  |  |  |  |  |
|                                                                                | Pietro Calamandrei     | Unità Popolare                          | 3 402   | 2,86  |  |  |  |  |  |
|                                                                                | Ernesto Re             | Partito Repubblicano Italiano           | 2 186   | 1,84  |  |  |  |  |  |
| Totale                                                                         | Totale                 | Totale                                  | 119 071 | 100   |  |  |  |  |  |
|                                                                                |                        |                                         |         |       |  |  |  |  |  |
| Voti non validi                                                                | Voti non validi        | Voti non validi                         | 4 921   | 3,97  |  |  |  |  |  |
| Votanti                                                                        | Votanti                | Votanti                                 | 123 992 | 92,12 |  |  |  |  |  |
| Elettori                                                                       | Elettori               | Elettori                                | 134 604 |       |  |  |  |  |  |
|                                                                                |                        |                                         |         |       |  |  |  |  |  |
| Nota: quorum del 65% non raggiunto; ripartizione dei seggi a livello regionale |                        |                                         |         |       |  |  |  |  |  |
| Data: 7 giugno 1953                                                            |                        |                                         |         |       |  |  |  |  |  |
| Fonte: Ministero dell'interno                                                  |                        |                                         |         |       |  |  |  |  |  |

### III legislatura
|                                                                                | Argentino Ricca              | Democrazia Cristiana                    | 37 462  | 32,63 |  |  |  |  |  |
|                                                                                | Giorgio Bergamasco ✔️ Eletto | Partito Liberale Italiano               | 18 973  | 16,52 |  |  |  |  |  |
|                                                                                | Cesare Musatti               | Partito Socialista Italiano             | 16 292  | 14,19 |  |  |  |  |  |
|                                                                                | Gaddo Treves                 | Partito Comunista Italiano              | 15 103  | 13,15 |  |  |  |  |  |
|                                                                                | Antonio Mazzotta             | Partito Socialista Democratico Italiano | 9 842   | 8,57  |  |  |  |  |  |
|                                                                                | Mario Marina                 | Movimento Sociale Italiano              | 7 526   | 6,55  |  |  |  |  |  |
|                                                                                | Antonio Cremisini            | Partito Monarchico Popolare             | 6 208   | 5,41  |  |  |  |  |  |
|                                                                                | Nicolò Carandini             | PRI - PR                                | 2 887   | 2,51  |  |  |  |  |  |
|                                                                                | Aldo Carpi De Resmini        | Movimento Comunità                      | 532     | 0,46  |  |  |  |  |  |
| Totale                                                                         | Totale                       | Totale                                  | 114 825 | 100   |  |  |  |  |  |
|                                                                                |                              |                                         |         |       |  |  |  |  |  |
| Voti non validi                                                                | Voti non validi              | Voti non validi                         | 3 771   | 3,18  |  |  |  |  |  |
| Votanti                                                                        | Votanti                      | Votanti                                 | 118 596 | 92,95 |  |  |  |  |  |
| Elettori                                                                       | Elettori                     | Elettori                                | 127 597 |       |  |  |  |  |  |
|                                                                                |                              |                                         |         |       |  |  |  |  |  |
| Nota: quorum del 65% non raggiunto; ripartizione dei seggi a livello regionale |                              |                                         |         |       |  |  |  |  |  |
| Data: 25 maggio 1958                                                           |                              |                                         |         |       |  |  |  |  |  |
| Fonte: Ministero dell'interno                                                  |                              |                                         |         |       |  |  |  |  |  |

### IV legislatura
|                                                                                | Giorgio Bergamasco ✔️ Eletto | Partito Liberale Italiano                        | 31 703  | 29,77 |  |  |  |  |  |
|                                                                                | A. Giambelli                 | Democrazia Cristiana                             | 24 697  | 23,19 |  |  |  |  |  |
|                                                                                | S. Leonardi                  | Partito Comunista Italiano                       | 16 148  | 15,16 |  |  |  |  |  |
|                                                                                | S. Antonielli                | Partito Socialista Italiano                      | 14 616  | 13,72 |  |  |  |  |  |
|                                                                                | L. Brambilla                 | Partito Socialista Democratico Italiano          | 8 204   | 7,70  |  |  |  |  |  |
|                                                                                | Gastone Nencioni             | Movimento Sociale Italiano                       | 7 915   | 7,43  |  |  |  |  |  |
|                                                                                | R. Zanoni                    | Partito Democratico Italiano di Unità Monarchica | 2 148   | 2,02  |  |  |  |  |  |
|                                                                                | A. Ottolenghi                | Partito Repubblicano Italiano                    | 1 068   | 1,00  |  |  |  |  |  |
| Totale                                                                         | Totale                       | Totale                                           | 106 499 | 100   |  |  |  |  |  |
|                                                                                |                              |                                                  |         |       |  |  |  |  |  |
| Voti non validi                                                                | Voti non validi              | Voti non validi                                  | 3 472   | 3,16  |  |  |  |  |  |
| Votanti                                                                        | Votanti                      | Votanti                                          | 109 971 | 94,16 |  |  |  |  |  |
| Elettori                                                                       | Elettori                     | Elettori                                         | 116 797 |       |  |  |  |  |  |
|                                                                                |                              |                                                  |         |       |  |  |  |  |  |
| Nota: quorum del 65% non raggiunto; ripartizione dei seggi a livello regionale |                              |                                                  |         |       |  |  |  |  |  |
| Data: 28 aprile 1963                                                           |                              |                                                  |         |       |  |  |  |  |  |
| Fonte: Ministero dell'interno                                                  |                              |                                                  |         |       |  |  |  |  |  |

### V legislatura
|                                                                                | L. Piva                      | Democrazia Cristiana                             | 25 682 | 29,65 |  |  |  |  |  |
|                                                                                | Giorgio Bergamasco ✔️ Eletto | Partito Liberale Italiano                        | 22 250 | 25,68 |  |  |  |  |  |
|                                                                                | M. Venanzi                   | PCI - PSIUP                                      | 15 524 | 17,92 |  |  |  |  |  |
|                                                                                | C. Sirtori                   | PSI-PSDI Unificati                               | 13 574 | 15,67 |  |  |  |  |  |
|                                                                                | Gastone Nencioni             | Movimento Sociale Italiano                       | 5 793  | 6,69  |  |  |  |  |  |
|                                                                                | A. Buzzati Traverso          | Partito Repubblicano Italiano                    | 2 571  | 2,97  |  |  |  |  |  |
|                                                                                | —                            | Partito Democratico Italiano di Unità Monarchica | 1 235  | 1,43  |  |  |  |  |  |
| Totale                                                                         | Totale                       | Totale                                           | 86 629 | 100   |  |  |  |  |  |
|                                                                                |                              |                                                  |        |       |  |  |  |  |  |
| Voti non validi                                                                | Voti non validi              | Voti non validi                                  | 3 558  | 3,95  |  |  |  |  |  |
| Votanti                                                                        | Votanti                      | Votanti                                          | 90 187 | 94,84 |  |  |  |  |  |
| Elettori                                                                       | Elettori                     | Elettori                                         | 95 094 |       |  |  |  |  |  |
|                                                                                |                              |                                                  |        |       |  |  |  |  |  |
| Nota: quorum del 65% non raggiunto; ripartizione dei seggi a livello regionale |                              |                                                  |        |       |  |  |  |  |  |
| Data: 19 maggio 1968                                                           |                              |                                                  |        |       |  |  |  |  |  |
| Fonte: Ministero dell'interno                                                  |                              |                                                  |        |       |  |  |  |  |  |

### VI legislatura
|                                                                                | T. Zerbi                     | Democrazia Cristiana                            | 23 557 | 29,40 |  |  |  |  |  |
|                                                                                | L. Basso                     | PCI - PSIUP                                     | 13 823 | 17,25 |  |  |  |  |  |
|                                                                                | Giorgio Bergamasco ✔️ Eletto | Partito Liberale Italiano                       | 12 880 | 16,07 |  |  |  |  |  |
|                                                                                | Gastone Nencioni ✔️ Eletto   | Movimento Sociale Italiano                      | 11 848 | 14,79 |  |  |  |  |  |
|                                                                                | Giovanni Spadolini ✔️ Eletto | Partito Repubblicano Italiano                   | 7 231  | 9,02  |  |  |  |  |  |
|                                                                                | L. Beltramini                | Partito Socialista Italiano                     | 6 670  | 8,32  |  |  |  |  |  |
|                                                                                | G. Dare                      | Partito Socialista Democratico Italiano         | 3 453  | 4,31  |  |  |  |  |  |
|                                                                                | F. Leonetti                  | Partito Comunista (Marxista-Leninista) Italiano | 665    | 0,83  |  |  |  |  |  |
| Totale                                                                         | Totale                       | Totale                                          | 80 127 | 100   |  |  |  |  |  |
|                                                                                |                              |                                                 |        |       |  |  |  |  |  |
| Voti non validi                                                                | Voti non validi              | Voti non validi                                 | 2 283  | 2,77  |  |  |  |  |  |
| Votanti                                                                        | Votanti                      | Votanti                                         | 82 410 | 94,94 |  |  |  |  |  |
| Elettori                                                                       | Elettori                     | Elettori                                        | 86 798 |       |  |  |  |  |  |
|                                                                                |                              |                                                 |        |       |  |  |  |  |  |
| Nota: quorum del 65% non raggiunto; ripartizione dei seggi a livello regionale |                              |                                                 |        |       |  |  |  |  |  |
| Data: 7 maggio 1972                                                            |                              |                                                 |        |       |  |  |  |  |  |
| Fonte: Ministero dell'interno                                                  |                              |                                                 |        |       |  |  |  |  |  |

### VII legislatura
|                                                                                | Luigi Noe ✔️ Eletto        | Democrazia Cristiana                    | 29 286 | 37,08 |  |  |  |  |  |
|                                                                                | Armando Cossutta           | Partito Comunista Italiano              | 16 981 | 21,50 |  |  |  |  |  |
|                                                                                | Vincenzo Bettiza ✔️ Eletto | Partito Liberale Italiano               | 7 350  | 9,31  |  |  |  |  |  |
|                                                                                | Giovanni Spadolini         | Partito Repubblicano Italiano           | 6 862  | 8,69  |  |  |  |  |  |
|                                                                                | Gastone Nencioni           | Movimento Sociale Italiano              | 6 431  | 8,14  |  |  |  |  |  |
|                                                                                | Angelo Amoroso             | Partito Socialista Italiano             | 6 202  | 7,85  |  |  |  |  |  |
|                                                                                | Alessandro Tutino          | Democrazia Proletaria                   | 2 073  | 2,62  |  |  |  |  |  |
|                                                                                | Luciano Selmi              | Partito Socialista Democratico Italiano | 1 981  | 2,51  |  |  |  |  |  |
|                                                                                | Adele Faccio               | Partito Radicale                        | 1 813  | 2,30  |  |  |  |  |  |
| Totale                                                                         | Totale                     | Totale                                  | 78 979 | 100   |  |  |  |  |  |
|                                                                                |                            |                                         |        |       |  |  |  |  |  |
| Voti non validi                                                                | Voti non validi            | Voti non validi                         | 1 698  | 2,10  |  |  |  |  |  |
| Votanti                                                                        | Votanti                    | Votanti                                 | 80 677 | 95,07 |  |  |  |  |  |
| Elettori                                                                       | Elettori                   | Elettori                                | 84 862 |       |  |  |  |  |  |
|                                                                                |                            |                                         |        |       |  |  |  |  |  |
| Nota: quorum del 65% non raggiunto; ripartizione dei seggi a livello regionale |                            |                                         |        |       |  |  |  |  |  |
| Data: 20 giugno 1976                                                           |                            |                                         |        |       |  |  |  |  |  |
| Fonte: Ministero dell'interno                                                  |                            |                                         |        |       |  |  |  |  |  |

### VIII legislatura
|                                                                                | Libero Mazza ✔️ Eletto      | Democrazia Cristiana                         | 27 251 | 37,23 |  |  |  |  |  |
|                                                                                | E. Quercioli                | Partito Comunista Italiano                   | 14 280 | 19,51 |  |  |  |  |  |
|                                                                                | Giovanni Malagodi ✔️ Eletto | Partito Liberale Italiano                    | 7 077  | 9,67  |  |  |  |  |  |
|                                                                                | Giorgio Bocca               | Partito Socialista Italiano                  | 6 412  | 8,76  |  |  |  |  |  |
|                                                                                | Giovanni Spadolini          | Partito Repubblicano Italiano                | 5 495  | 7,51  |  |  |  |  |  |
|                                                                                | G. Pisanò                   | Movimento Sociale Italiano                   | 4 915  | 6,71  |  |  |  |  |  |
|                                                                                | G. Spadaccia                | Partito Radicale                             | 4 241  | 5,79  |  |  |  |  |  |
|                                                                                | P. Longo                    | Partito Socialista Democratico Italiano      | 2 122  | 2,90  |  |  |  |  |  |
|                                                                                | A. Tutino                   | Nuova Sinistra Unita                         | 995    | 1,36  |  |  |  |  |  |
|                                                                                | Gastone Nencioni            | Costituente di Destra - Democrazia Nazionale | 411    | 0,56  |  |  |  |  |  |
| Totale                                                                         | Totale                      | Totale                                       | 73 199 | 100   |  |  |  |  |  |
|                                                                                |                             |                                              |        |       |  |  |  |  |  |
| Voti non validi                                                                | Voti non validi             | Voti non validi                              | 2 803  | 3,69  |  |  |  |  |  |
| Votanti                                                                        | Votanti                     | Votanti                                      | 76 002 | 92,12 |  |  |  |  |  |
| Elettori                                                                       | Elettori                    | Elettori                                     | 82 507 |       |  |  |  |  |  |
|                                                                                |                             |                                              |        |       |  |  |  |  |  |
| Nota: quorum del 65% non raggiunto; ripartizione dei seggi a livello regionale |                             |                                              |        |       |  |  |  |  |  |
| Data: 3 giugno 1979                                                            |                             |                                              |        |       |  |  |  |  |  |
| Fonte: Ministero dell'interno                                                  |                             |                                              |        |       |  |  |  |  |  |

### IX legislatura
|                                                                                | Guido Carli ✔️ Eletto        | Democrazia Cristiana                    | 17 090 | 26,21 |  |  |  |  |  |
|                                                                                | Giovanni Spadolini ✔️ Eletto | Partito Repubblicano Italiano           | 13 405 | 20,56 |  |  |  |  |  |
|                                                                                | Fulvio Papi                  | Partito Comunista Italiano              | 12 004 | 18,41 |  |  |  |  |  |
|                                                                                | Giovanni Malagodi ✔️ Eletto  | Partito Liberale Italiano               | 6 465  | 9,92  |  |  |  |  |  |
|                                                                                | Giorgio Pisanò               | Movimento Sociale Italiano              | 5 504  | 8,44  |  |  |  |  |  |
|                                                                                | Bettino Craxi                | Partito Socialista Italiano             | 4 708  | 7,22  |  |  |  |  |  |
|                                                                                | Massimo Teodori              | Partito Radicale                        | 1 790  | 2,75  |  |  |  |  |  |
|                                                                                | Massimo Gorla                | Democrazia Proletaria                   | 1 603  | 2,46  |  |  |  |  |  |
|                                                                                | Armando Cillario             | Partito Socialista Democratico Italiano | 1 458  | 2,24  |  |  |  |  |  |
|                                                                                | Giovanni Testa               | Partito Nazionale Pensionati            | 1 024  | 1,57  |  |  |  |  |  |
|                                                                                | Vittoria Gerra               | Lista per Trieste                       | 96     | 0,15  |  |  |  |  |  |
|                                                                                | Gian Paolo Levati            | Partito Cristiano Azione Sociale        | 55     | 0,08  |  |  |  |  |  |
| Totale                                                                         | Totale                       | Totale                                  | 65 202 | 100   |  |  |  |  |  |
|                                                                                |                              |                                         |        |       |  |  |  |  |  |
| Voti non validi                                                                | Voti non validi              | Voti non validi                         | 3 590  | 5,22  |  |  |  |  |  |
| Votanti                                                                        | Votanti                      | Votanti                                 | 68 792 | 86,75 |  |  |  |  |  |
| Elettori                                                                       | Elettori                     | Elettori                                | 79 295 |       |  |  |  |  |  |
|                                                                                |                              |                                         |        |       |  |  |  |  |  |
| Nota: quorum del 65% non raggiunto; ripartizione dei seggi a livello regionale |                              |                                         |        |       |  |  |  |  |  |
| Data: 26 giugno 1983                                                           |                              |                                         |        |       |  |  |  |  |  |
| Fonte: Ministero dell'interno                                                  |                              |                                         |        |       |  |  |  |  |  |

### X legislatura
|                                                                                | Guido Carli                  | Democrazia Cristiana                    | 19 143 | 30,86 |  |  |  |  |  |
|                                                                                | C. Musatti                   | Partito Comunista Italiano              | 9 972  | 16,08 |  |  |  |  |  |
|                                                                                | Giovanni Spadolini ✔️ Eletto | Partito Repubblicano Italiano           | 7 745  | 12,49 |  |  |  |  |  |
|                                                                                | C. Fossati                   | Partito Socialista Italiano             | 7 699  | 12,41 |  |  |  |  |  |
|                                                                                | Giovanni Malagodi ✔️ Eletto  | Partito Liberale Italiano               | 5 161  | 8,32  |  |  |  |  |  |
|                                                                                | C. Biglia                    | Movimento Sociale Italiano              | 4 528  | 7,30  |  |  |  |  |  |
|                                                                                | F. Corleone                  | Partito Radicale                        | 2 164  | 3,49  |  |  |  |  |  |
|                                                                                | F. Villa                     | Lista Verde                             | 2 159  | 3,48  |  |  |  |  |  |
|                                                                                | M. Capanna                   | Democrazia Proletaria                   | 1 837  | 2,96  |  |  |  |  |  |
|                                                                                | E. Ferri                     | Partito Socialista Democratico Italiano | 786    | 1,27  |  |  |  |  |  |
|                                                                                | P. Benassi                   | Liga Veneta                             | 424    | 0,68  |  |  |  |  |  |
|                                                                                | G. Brambilla                 | Lega Lombarda                           | 309    | 0,50  |  |  |  |  |  |
|                                                                                | P. Venezia                   | Alleanza Popolare Pensionati            | 96     | 0,15  |  |  |  |  |  |
| Totale                                                                         | Totale                       | Totale                                  | 62 023 | 100   |  |  |  |  |  |
|                                                                                |                              |                                         |        |       |  |  |  |  |  |
| Voti non validi                                                                | Voti non validi              | Voti non validi                         | 2 091  | 3,26  |  |  |  |  |  |
| Votanti                                                                        | Votanti                      | Votanti                                 | 64 114 | 86,18 |  |  |  |  |  |
| Elettori                                                                       | Elettori                     | Elettori                                | 74 396 |       |  |  |  |  |  |
|                                                                                |                              |                                         |        |       |  |  |  |  |  |
| Nota: quorum del 65% non raggiunto; ripartizione dei seggi a livello regionale |                              |                                         |        |       |  |  |  |  |  |
| Data: 14 giugno 1987                                                           |                              |                                         |        |       |  |  |  |  |  |
| Fonte: Ministero dell'interno                                                  |                              |                                         |        |       |  |  |  |  |  |

### XI legislatura
|                                                                                | Mario D'Urso                        | Democrazia Cristiana                    | 10 051 | 17,39 |  |  |  |  |  |
|                                                                                | Umberto Bossi                       | Lega Lombarda                           | 9 769  | 16,90 |  |  |  |  |  |
|                                                                                | Antonio Maccanico ✔️ Eletto         | Partito Repubblicano Italiano           | 9 618  | 16,64 |  |  |  |  |  |
|                                                                                | Mario Spinella                      | Partito Democratico della Sinistra      | 6 211  | 10,74 |  |  |  |  |  |
|                                                                                | Carlo Scognamiglio Pasini ✔️ Eletto | Partito Liberale Italiano               | 5 221  | 9,03  |  |  |  |  |  |
|                                                                                | Becky Behar                         | Partito Socialista Italiano             | 4 091  | 7,08  |  |  |  |  |  |
|                                                                                | Alfredo Mantica                     | Movimento Sociale Italiano              | 2 984  | 5,16  |  |  |  |  |  |
|                                                                                | Mario Vegetti                       | Partito della Rifondazione Comunista    | 2 314  | 4,00  |  |  |  |  |  |
|                                                                                | Adriano Ciccioni                    | Federazione dei Verdi                   | 1 888  | 3,27  |  |  |  |  |  |
|                                                                                | Massimo Severo Giannini             | Sì Referendum                           | 1 635  | 2,83  |  |  |  |  |  |
|                                                                                | Emma Bonino                         | Lista Marco Pannella                    | 1 597  | 2,76  |  |  |  |  |  |
|                                                                                | Maria Grazia Gioè                   | Partito Pensionati                      | 601    | 1,04  |  |  |  |  |  |
|                                                                                | Franco Levi                         | Lega Alpina Lumbarda                    | 443    | 0,77  |  |  |  |  |  |
|                                                                                | Antonio Cariglia                    | Partito Socialista Democratico Italiano | 409    | 0,71  |  |  |  |  |  |
|                                                                                | Ciro De Vincenzo                    | La Lega Casalinghe-Pensionati           | 316    | 0,55  |  |  |  |  |  |
|                                                                                | Gaetano Azzolina                    | Federalismo - Pensionati Uomini Vivi    | 205    | 0,35  |  |  |  |  |  |
|                                                                                | Cesare Passoni                      | Lega Lombardia Europea                  | 154    | 0,27  |  |  |  |  |  |
|                                                                                | Maura Locarno                       | Alleanza Lombarda Autonomia             | 112    | 0,19  |  |  |  |  |  |
|                                                                                | Giorgio Pisanò                      | Movimento Fascismo e Libertà            | 107    | 0,19  |  |  |  |  |  |
|                                                                                | Gianfranco De Gasperi               | Caccia Pesca Ambiente                   | 87     | 0,15  |  |  |  |  |  |
| Totale                                                                         | Totale                              | Totale                                  | 57 813 | 100   |  |  |  |  |  |
|                                                                                |                                     |                                         |        |       |  |  |  |  |  |
| Voti non validi                                                                | Voti non validi                     | Voti non validi                         | 1 730  | 2,91  |  |  |  |  |  |
| Votanti                                                                        | Votanti                             | Votanti                                 | 59 543 | 84,99 |  |  |  |  |  |
| Elettori                                                                       | Elettori                            | Elettori                                | 70 057 |       |  |  |  |  |  |
|                                                                                |                                     |                                         |        |       |  |  |  |  |  |
| Nota: quorum del 65% non raggiunto; ripartizione dei seggi a livello regionale |                                     |                                         |        |       |  |  |  |  |  |
| Data: 5 aprile 1992                                                            |                                     |                                         |        |       |  |  |  |  |  |
| Fonte: Ministero dell'interno                                                  |                                     |                                         |        |       |  |  |  |  |  |